# Rappelle-toi (téléfilm)
Rappelle-toi est un téléfilm français de Xavier Durringer réalisé en 2015 et diffusé en 2017.

## Synopsis
Mado a 86 ans. Résistante à 16 ans durant la guerre, elle a par la suite travaillé pendant 40 ans à la SNCF puis s'était engagée dans un syndicat pour défendre les droits des cheminots. Alors qu'elle reçoit la médaille du travail pour son dévouement et son implication, son mari s'effondre mort sous le coup de l'émotion. Après les funérailles, Mado annonce à sa petite-fille Laura qu'elle veut retourner à Brest et rechercher un certain Michel Kardec. Après 70 ans d'absence, pourquoi tient-elle à retrouver cet homme ? Tout tourne autour d'une mystérieuse lettre jaunie par le temps et que Mado relit de temps à autre...

## Fiche technique
- Réalisation : Xavier Durringer
- Scénario et dialogues : Xavier Durringer
- Directeur de la photographie : Matthieu Poirot-Delpech
- Montage : Catherine Schwartz et Guillaume Lauras
- Musique originale : Nicolas Errèra
- Production : Dominique Besnehard et Michel Feller
- Genre : Drame
- Pays :  France
- Durée : 89 minutes
- Date de diffusion : 23 mars 2017 sur France 3

## Distribution
- Line Renaud : Mado
- Anne Suarez : Laura
- André Oumansky : Michel Kardec
- Frédéric Rubio : Elias, le chauffeur de taxi
- Gabriel Garran : Micha
- Naidra Ayadi : Maître Yasmine Benatef
- Michel Bompoil : l'avocat général
- Laurent Olmedo : l'avocat de Kardec
- Sylvette Le Neve : la juge
- Éric Savin : le commissaire Robic
- Xavier Mathieu : l'inspecteur Danis
- Morwenna Spagnol : l'inspectrice Carole
- Marie Sonha Conde : Fatou
- Lubna Gourion : Nat
- Sebastien Chambres : le réceptionniste de l’hôtel